# ベーカー郡 (オレゴン州)
ベーカー郡（ベーカーぐん、英: Baker County）は、アメリカ合衆国オレゴン州にある郡のひとつ。郡の名称は、南北戦争におけるボールズブラフの戦いで殺されたオレゴン州選出上院議員のエドワード・ディッキンソン・ベーカーの名に由来する。ワスコ郡東部から分離して成立した。その後、1864年にユニオン郡、1887年にマルヒュア郡がベーカー郡から分郡した。2000年における郡の人口は16,741人。郡庁所在地はベーカーシティ。

## 経済
この地域で最初に興隆した産業は金鉱採掘であった。このため多くの移民が定住し、一時にはアメリカ合衆国北西部で最大の産金地域になるほどであった。金鉱が枯渇すると、農業、牧畜、伐木が主要産業に代わった。1990年代に入ると、観光が地域経済に貢献した。ベーカー郡の名所に、イーグル・キャップ自然保護区域、ヘルズ・キャニオン国立レクリエーション地域、アンソニー・レイクス・スキー場などがある。また、1993年には国立歴史オレゴン街道インタープレティブセンター（National Historic Oregon Trail Interpretive Center）がオープンし、以来多くの観光客を集めている。

## 歴史

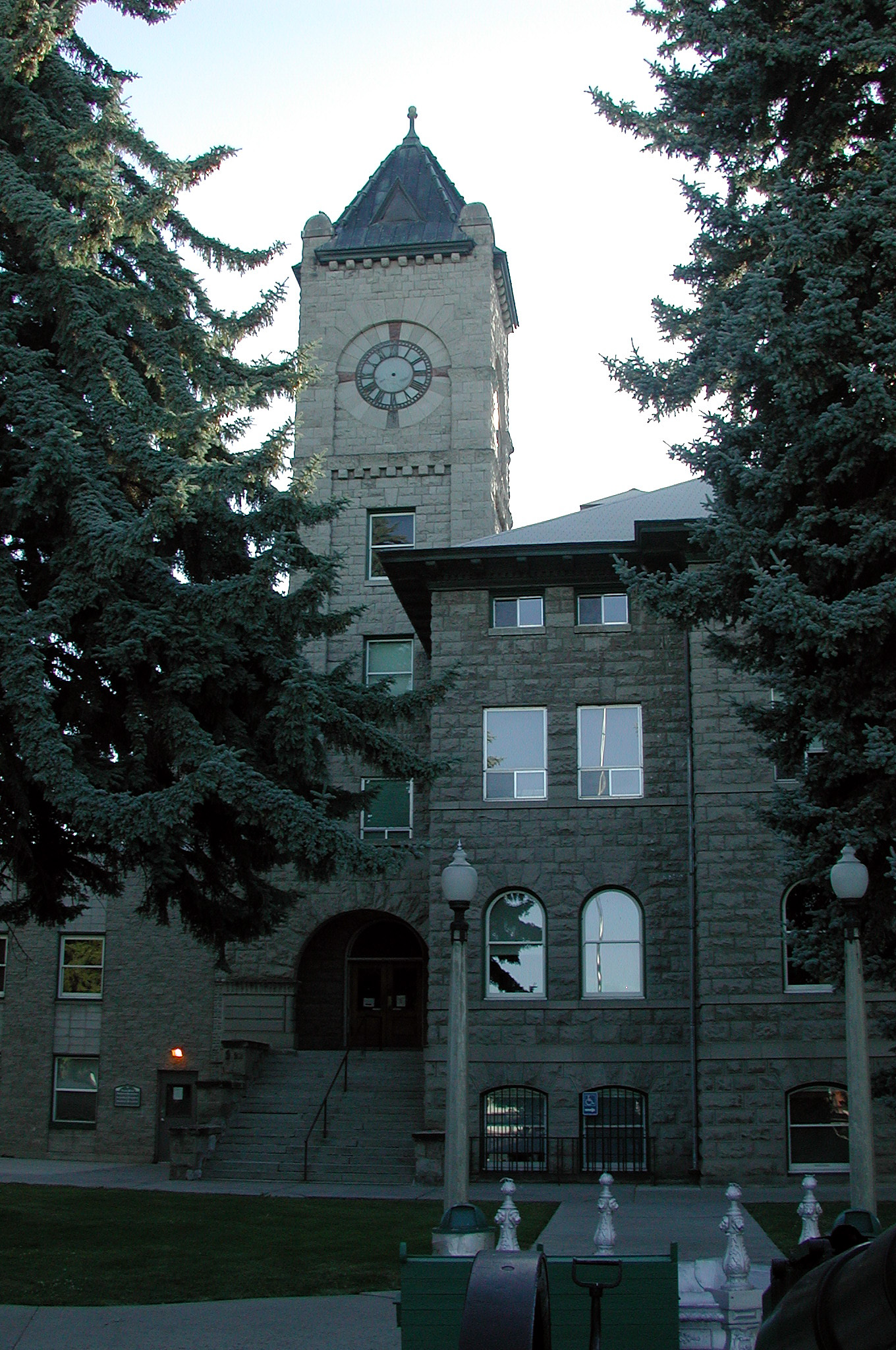
ベーカーシティにあるベーカー郡庁舎

アメリカ合衆国東部からオレゴン定住を目指してやって来た最初のグループは、ウィラメット渓谷へ進む途中、現在のベーカー郡にあたる地域を訪れたが一息付く程度しか滞在せず、この地に眠る富には気づかなかった。フラッグスタッフ・ヒルと呼ばれるベーカーシティ近郊の場所では、移民によって残された15マイルにも及ぶ荷馬車の轍（車輪の跡）を今日でも見ることができる。1845年、スティーブン・ミークがオレゴン街道を行く移民者たちに雇われ、ウィラメット渓谷への近道を案内した。一行は現在のベーカー郡を横断したが、食料や水の不足に苦しんだ。伝えられるところでは、彼らは金塊に足を躓いており、これがブルー・バケット・マインの伝説に繋がった。彼らが切り開いた荷馬車道はミーク・カットオフとして知られ、後にオレゴン街道の一部として重要な機能を果たすようになった。
1861年、ベーカー郡で金が発見され、アメリカ合衆国北西部では最大級の産金地帯になった。
翌年の9月22日、州議会はワスコ郡東部に分郡させる形でベーカー郡を発足。その後、ユニオン郡とマルヒュア郡が、ベーカー郡から切り離されて発足した。州境が最後に調整されたのは1901年で、この年にパウダー川とワロワ山脈の間の地域がベーカー郡に返還された。
当初、郡庁はオーバーンに置かれた。一時期は5,000人の人口を持つ採掘町として栄えたオーバーンだが、金が採掘し尽されると人口は減少を辿るようになった。郡民は1868年に投票を開き、ベーカーシティ（1874年に法人化）を新しい郡庁所在地に選定した。
1914年、オスワルド・ウェスト知事の部下だったファーン・ホッブズは、知事代理としてベーカー郡のカッパーフィールド市に戒厳令を布告した。オレゴン州における、南北戦争後初めての戒厳令であった。

## 地理
アメリカ合衆国国勢調査局によれば、ベーカー郡の総面積 7,999 km2（3,099平方マイル）の内、7,946 km2（3,068平方マイル）が陸地、53 km2が水地である。郡の面積の30%が森林地帯である。

### 隣接自治体
- オレゴン州ユニオン郡 - 北
- オレゴン州ワローワ郡 - 北
- オレゴン州グラント郡 - 西
- オレゴン州マルヒュア郡 - 南
- アイダホ州ワシントン郡 - 東
- アイダホ州アダムズ郡 - 北東

## 自治体

### 行政都市
| - ベーカーシティ - グリーンホーン（ゴーストタウンとされる） - ヘインズ - ハーフウェイ | - ハンティントン - リッチランド - サンプター - ユニティ |

### 非法人地域
| - オーバーン - ブリッジポート - ボーン - ブラウンリー - カーソン - チャイナ・タウン - クラークスヴィル | - カッパーフィールド - コルヌコピア - ダーキー - エンシナ - ヒアフォード - ホームステッド - ハチンソン | - キーティング - ジムタウン - ライム - リトル・アルプス - マキューエン - マディ・クリーク - ニューブリッジ | - オックスボー - パイン - プリーザント・ヴァレー - ポカホンタス - ロビネット - ロッククリーク - ライ・ヴァレー | - スパータ - サンセット - ウェザビー - ホイットニー - ウィングヴィル |